# مناقصه

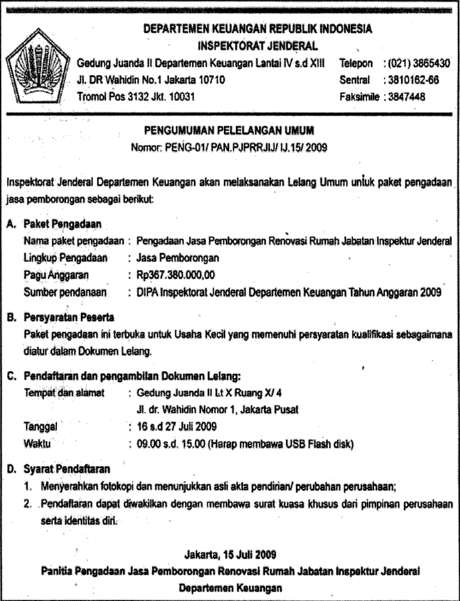
یک آگهی مناقصه برای یکی از پروژه وزارت دارایی اندونزی،که در سال 2009 در رسانه‌های اندونزی منتشر شد.

مناقصه عبارت است از روشی برای خرید کالا یا خدمات که تمامی پیشنهادها در یک زمان و مکان مشخص بررسی شده و پایین‌ترین قیمت قبول می‌گردد.
"مناقصه" فرآیندی است رقابتی برای تأمین کیفیت مورد نظر (طبق اسناد مناقصه) که در آن تعهدات موضوع معامله به مناقصه‌گری که کمترین قیمت را پیشنهاد کرده باشد، واگذار می‌شود. مناقصه برای دسترسی به دو مؤلفه اساسی در خرید کالا و خدمات، به اجرا گذارده می‌شود.
تفاوت مناقصه با مزایده در این است که بالاترین قیمت برنده مزایده خواهد بود. مزایده جزو پیمان‌های مبتنی بر رقابت است که در آن هر خریداری بیشترین قیمت را اعلام کند، کالا به او فروخته می شود. در اصطلاح مزایده یعنی در معرض فروش گذاشتن هر چیزی به نحوی که اعلام کننده بیشترین قیمت، مالک آن می‌شود.

## انواع مناقصه
- مناقصات از نظر مراحل بررسی به انواع زیر طبقه‌بندی می‌شوند:

### مناقصه یک مرحله ای
مناقصه ای است که در آن نیازی به ارزیابی فنی بازرگانی پیشنهادها نباشد، در این مناقصه پاکتهای پیشنهاد مناقصه گران در یک جلسه گشوده و در همان جلسه برنده مناقصه تعیین می‌شود.

### مناقصه دو مرحله ای
مناقصه ای است که به تشخیص مناقصه گزار، لازم به بررسی فنی بازرگانی پیشنهادها باشد.در این مناقصه، کمیته فنی بازرگانی تشکیل می‌شود و نتایج ارزیابی فنی بازرگانی پیشنهادها را به کمیسیون مناقصه گزارش می‌کند که پس از بررسی کمیته فنی بازرگانی، پاکت‌های قیمت پیشنهاد دهندگانی که امتیاز فنی بازرگانی لازم را احراز کرده اند، مشهود می‌شود و پس از ارزیابی مالی برنده مناقصه تعیین می‌گردد.
- مناقصات از نظر روش دعوت مناقصه گران به انواع زیر طبقه‌بندی می‌شوند:

### مناقصه عمومی
مناقصه ای است که در آن فراخوان مناقصه از طریق آگهی عمومی به اطلاع مناقصه گران می‌رسد.

### مناقصه محدود
مناقصه ای است که در آن به تشخیص و مسئولیت بالاترین مقام دستگاه مناقصه گزار، محدودیت برگزاری مناقصه عمومی با ذکر ادله تأیید شود. فراخوان مناقصه از طریق ارسال دعوتنامه برای مناقصه گران صلاحیت دار به اطلاع مناقصه گران می‌رسد.